# Empresa Nacional de Generación
La Empresa Nacional de Generación (ENAGEN) es una compañía del Estado venezolano que tiene base en la ciudad de Caracas y que se encarga de la generación y comercialización de la energía eléctrica. ENAGEN forma parte de la Corporación Eléctrica Nacional, empresa estatal que agrupa todas las compañías eléctricas de Venezuela.
Fue fundada el 19 de octubre de 2006 por el gobierno venezolano y su capital accionario quedó constituido por el Ministerio de Energía y Petróleo que controla el 40%, Petróleos de Venezuela 40%, Energía Eléctrica de Venezuela (ENELVEN) 10% y Energía Eléctrica de Barquisimeto el restante (ENELBAR) 10%.
Desde que inició operaciones ENAGEN, se ha encargado de la construcción de tres plantas eléctricas, dos de ciclo combinado de 500 MW cada una, ubicadas en Cumaná y Güiria y otra planta termoeléctrica de 300 MW en Nueva Esparta.
En Venezuela existen además otras dos compañías estatales encargadas de la generación de energía eléctrica, Electrificación del Caroní (EDELCA) y CADAFE.